# Hubert van Es
Pour les articles homonymes, voir Van Es.
Hubert van Es, aussi appelé Hugh van Es, né le 6 juillet 1941 à Hilversum et mort le 15 mai 2009  à Hong Kong, est un photographe néerlandais.

## Biographie
Il est connu pour avoir couvert la guerre du Viêt Nam. Il est l'auteur de certaines des plus célèbres photos de la déroute américaine.
Parmi ses photos célèbres figure Helicopters on the Roof, représentant l'évacuation de Saïgon en hélicoptères Huey lors de la déroute américaine en 1975 à partir du toit d'un immeuble où résidaient les employés et fonctionnaires de la CIA.